# Paszczeniwka (obwód charkowski)
Paszczeniwka (ukr. Пащенівка) – wieś na Ukrainie, w obwodzie charkowskim, w rejonie bogoduchowskim, w hromadzie Kołomak. W 2001 liczyła 174 mieszkańców, spośród których 170 wskazało jako ojczysty język ukraiński, a 4 rosyjski.